# Pimenta-jalapenho
A pimenta-jalapenho ou simplesmente jalapenho é uma fruta exótica média-grande de Capsicum annuum originária do México, valorizada pela sua calorosa ardência na degustação. Quando madura, a pimenta tem entre 5 e 9 cm de comprimento e é habitualmente vendida quando ainda verde.
O nome veio da cidade de Xalapa, México, onde era produzida. A pimenta-jalapenho é conhecida por diferentes nomes em todo México, como pimenta-domingo, huachinango, e pimenta-gorda.
Crescem em vagens grossas, em um período de 80 dias. A planta cresce até 3 metros de altura. Um único exemplar da planta pode ter 35 vagens.
Conforme o tempo, o crescimento chega ao fim, e as pimentas ficam vermelhas. O mercado atual as vende ainda verdes; as vermelhas têm pouca venda.

## Culinária
- Chipotle é uma pimenta defumada, sendo muito popular para este fim o jalapenho.
- A geleia de jalapenho é preparada como qualquer outro tipo de geleia.
- Os "armadillo eggs (ovos-de-tatu)" são jalapenhos recheados, populares nos Estados Unidos na década de 1990.
- Os "Texas toothpicks (palitos-texanos)" são jalapenhos e cebola misturados em forma de tiras fritas, com um formato parecido com o de batatas-fritas.
- A pimenta foi introduzida como principal ingrediente de um refrigerante americano forte, Blue Brainwash.
- O "jalapeño popper (jalapenho-recheado)" é um aperitivo de jalapenho recheado com queijo, geralmente cheddar ou requeijão, empanado e frito
- O jalapenho picado no vinagre é usado em inúmeros pratos, incluindo tacos, nachos e burritos, e às vezes, em sanduíches, hot dogs e em pizzas. Esse tipo de jalapenho é conhecido como "aliança nacho", pelo seu uso popular no molho dos nachos.
- É utilizada na fabricação de um tipo de Ketchup da Heinz.